# Lactoferricina

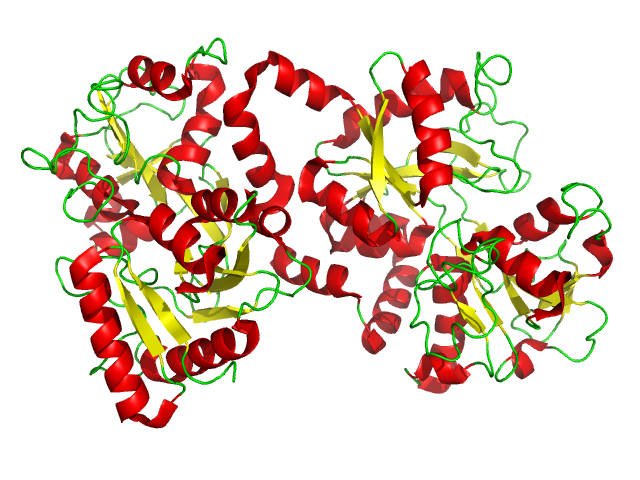
Estructura de la lactoferrina.

Lactoferricina es un péptido anfipático, catiónico, de propiedades antimicrobianas y anticancerígenas. Puede generarse por medio de la digestión de la lactoferrina.
La lactoferricina es el derivado péptido antimicrobiano anfipático (AMP en inglés) más estudiado de proteína de la leche. Su secuencia completa corresponde al fragmento 17-41 de la  lactoferrina (FKCRRWQWRM KKLGAPSITCVRRAF; LFB0084 Archivado el 3 de noviembre de 2018 en Wayback Machine.). Secuencias internas de este fragmento son también antimicrobianas. La base de datos MilkAMP contiene un total de 111 péptidos (naturales, sintéticos y modificados) comprendidos o derivados de la lactoferricina completa. En humanos, la lactoferricina corresponde al fragmento 1-47 de la lactoferrina, pero consta de dos subunidades: los fragmentos 1-11 y 12-47 (LFH0009 Archivado el 13 de enero de 2017 en Wayback Machine.), conectados por un puente de disulfuro.
Dos variantes ampliamente estudiadas de lactoferricina son la humana y la bovina. Sus secuencias difieren notablemente: con respecto a residuos, la bovina contiene 25; la humana, 49. En solución, la bovina forma láminas beta, y la humana genera una estructura enrollada.